# Ausweichführungsstelle des MfNV K 23/24

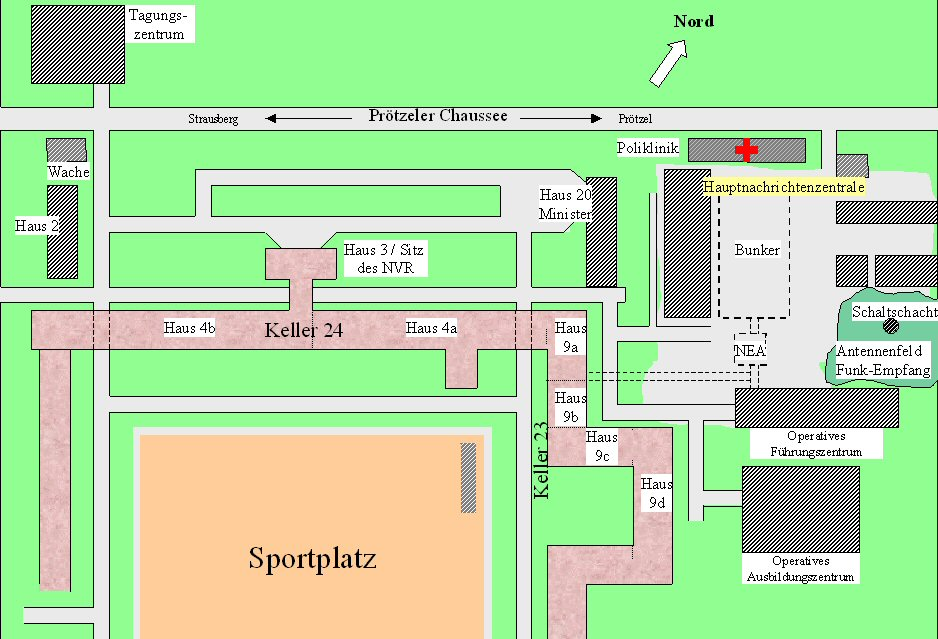
Lageplan von Objekten des Ministeriums für Nationale Verteidigung

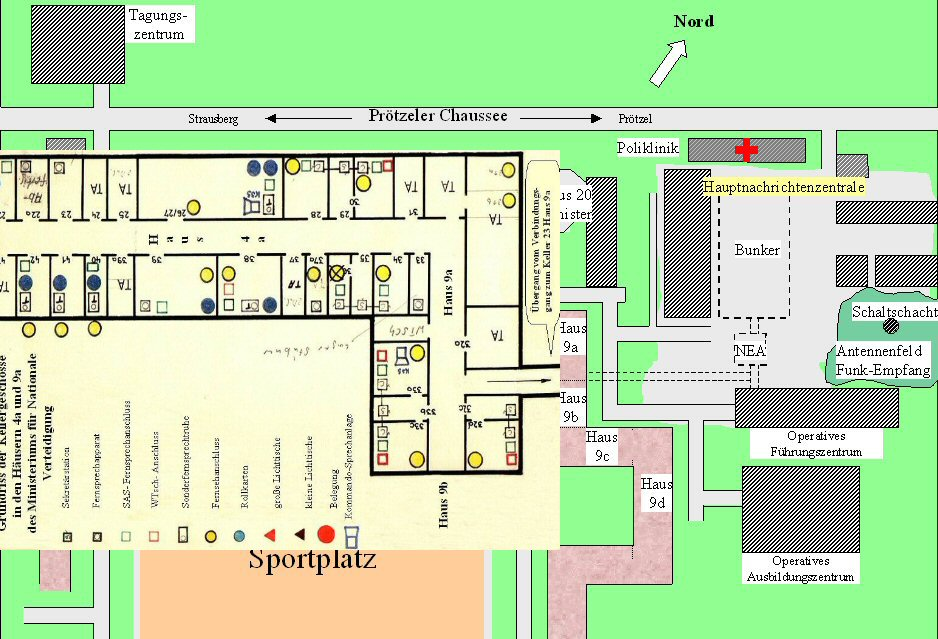
Teildarstellung der Ausweichführungsstelle MfNV K 23/24

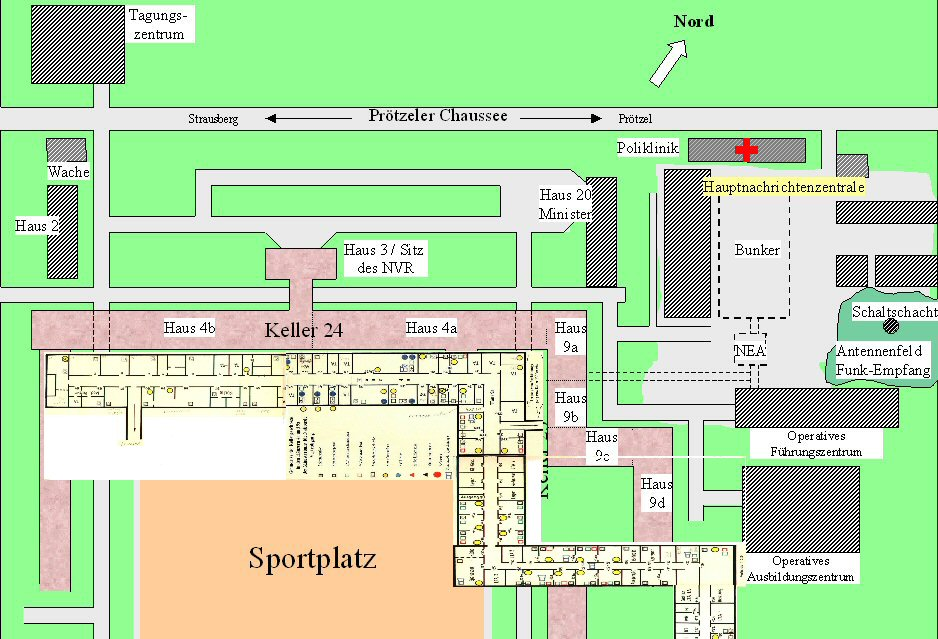
Darstellung der Ausweichführungsstelle MfNV K 23/24

Die Ausweichführungsstelle K 23/24 war eine Kommandozentrale im Territorium des Ministeriums für Nationale Verteidigung (MfNV) der DDR. Sie war in den Kellerbereichen der Häuser 4 u. 9 eingerichtet und diente bis zur Indienststellung des Operativen Führungszentrums und des Operativen Ausbildungszentrums zur Kriegsplanung mit dem Decknamen "Magnet" und als Führungsstelle bei Kommandostabsübungen.

## Einbindung
Im System der gedeckten Vorbereitung standen die Führungsstellen Harnekop, Niederlehme, Streganz/Hammer, Hennickendorf (letzten Jahre umstritten) und der Führungszug (Eisenbahnzug) zur Verfügung. Ergänzend dazu waren in der Ausweichführungsstelle K 23/24 Voraussetzungen zur Führung der NVA unter besonderen Lagebedingungen geschaffen.

## Ausstattung
Als Kellerräume mit massiven Überbau, teilgeschützt, wurde der Zugang gegen unberechtigtes Betreten gesichert und mit im erforderlichen Umfang beschalteten Direktions-Vorzimmer-Anlagen, Endstellen für SAS-Fernsprech- und WTsch-Regierungsverbindungen, TV-Zugang, Rollkartensystemen, Lichttischen, Kommandosprechanlage und der Installation einer Rohrpostlinie aus dem Bunker der Hauptnachrichtenzentrale, versorgt. Parallel dazu wurde ein unterirdischer Zugang aus dem Bunker der Hauptnachrichtenzentrale geschaffen, der später mit der Errichtung des geschützten Operativen Führungszentrums um einen Zugang erweitert wurde. Über diesen Gang und die Kellergänge der Häuser 4 und 9 war das Haus 3 im Ministerium, Sitz des Nationalen Verteidigungsrates der DDR, gedeckt ohne „aufzutauchen“, zu erreichen.

## Nutzung
Bis zur Fertigstellung des geschützten Operativen Führungszentrums Anfang der 1980er Jahre wurden die Kellerräume vom Operativen Diensthabenden des Ministeriums (OpD) und wenigen ausgewählten Diensthabenden von Dienstbereichen und Verwaltungen, wie z. B. des Diensthaben Nachrichten (DN) genutzt. Unter besonderen Lagebedingungen mit erhöhten Anforderungen an die Führungs- und Planungsarbeit, z. B. in Vorbereitung und Durchführung von Übungen, Manövern oder anderen besonderen Maßnahmen erfüllten ausgewählte Offiziere und technisches Personal aus den Dienstbereichen und Verwaltungen des Ministeriums und aus den Kommandos der Teilstreitkräfte der NVA ihre dienstlichen Aufgaben in den Kellerräumen. 
Mit der Fertigstellung des Operativen Führungszentrums verlor der Keller 23/24 seine Bedeutung, blieb jedoch technisch vorbereitet als Ausweichführungsstelle für eine Belegung mit operativem Personal bei Erfordernis.